# فريمان رانسوم
فريمان رانسوم (بالإنجليزية: Freeman Ransom)‏ هو محامي أمريكي، ولد في 7 يوليو 1884 في غرينادا في الولايات المتحدة، وتوفي في 6 أغسطس 1947 في إنديانابوليس في الولايات المتحدة.